# 針路
針路（しんろ）とは、乗り物の先端の方向。
船舶の世界においては、船首が向けられている方向のことを指す。通常は操縦用のコンパス（羅針盤）が示している方向と考えてさしつかえない。ただし、船舶は風や潮流、海流の影響をうけるため、「針路」（先端の方向）のほうに進むとは限らず、横滑りしながら進んでゆくことも多い。つまり厳密に言うと、針路と進路は異なる。航法（ナビゲーション）の分野では、船舶の先端の方向だけを「針路」と呼び、船体が実際に移動している方向（海図上で進む方向）は「進路」と呼び、「針路」とはかなりはっきりと区別している。